# Meteoroloog

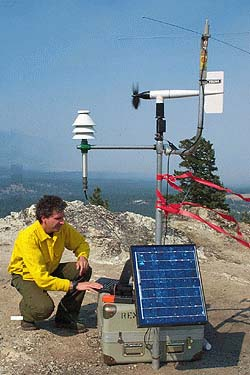
Een meteoroloog aan het werk.

Een meteoroloog of weerkundige is iemand die beroepsmatig het weer en het klimaat bestudeert.

## Algemeen
Eerst zijn nauwkeurige waarnemingen van temperatuur, luchtdruk, luchtvochtigheid, neerslag, wolken en windsnelheid noodzakelijk. Daarna baseert de meteoroloog zich op de wetten die de beweging van de atmosfeer beheersen om een verband te leggen met de geobserveerde weersaspecten. De praktische studie steunt op kaarten en diagrammen die de atmosfeer voorstellen op bepaalde tijdstippen en boven een bepaald gebied. Het geheel vormt de basis van een dagelijkse weersvoorspelling.
Het vakgebied van de meteorologie wordt voor de eerste keer beschreven door de Griekse filosoof en wetenschapper Aristoteles in zijn werk Meteorologica omstreeks 350 v.Chr., die daarmee als oudst gedocumenteerde meteoroloog te boek staat.
Meteorologen hebben een belangrijke voorlichtingstaak. Dat geldt zowel voor de weersvoorspellingen als voor het verstrekken van wetenschappelijk verantwoorde en begrijpelijke informatie over diverse onderwerpen, zoals de ozonlaag, de klimaatveranderingen, het stijgend zeeniveau en de ontbossing.

## Weerpresentator
Sommige meteorologen worden bekend als weerman of weervrouw. Dit is iemand die op radio of televisie de luisteraar of kijker informeert over het weer en de weersverwachting. In veel landen wordt de presentatie van de weersverwachtingen aansluitend op het journaal uitgezonden.